# (21602) Ialmenus
(21602) Ialmenus (1998 YW1) – planetoida z grupy trojańczyków okrążająca Słońce w ciągu 11,8 lat w średniej odległości 5,18 j.a. Odkryta 17 grudnia 1998 roku.